# Maiko Itai
Maiko Itai (板井 麻衣 子, Itai Maiko, Oita, 21 de maio de 1984) é uma funcionária pública japonesa, que se tornou Miss após vencer o 13º concurso Miss Japão, em 2010, recebendo a coroa de Emiri Miyasaka, Miss Japão 2009. 
Competiu no Miss Universo 2010, realizado em Las Vegas, no estado norte-americano de Nevada. Em final ocorrida em 23 de agosto, Maiko não conseguiu alcançar as semifinais do concurso, vencido pela mexicana Ximena Navarrete.
Além de seu japonês nativo, Maiko também é fluente em inglês e português, que aprendeu na Universidade de Aveiro.